# Separatismus
Separatismus (výraz pochází z latinského základu sēparātiō – odloučení, oddělení, odtržení či rozdělení apod.; někdy se používá i pojem secesionismus) je snaha nebo tendence k oddělení (separaci, secesi) a osamostatnění; nejčastěji určitého státního území, může se ale definovat např. náboženským přesvědčením, uměleckým či filozofickým směrem apod.

## Politický separatismus
Separatismus je v rozporu s každým státem, který si chce zachovat územní integritu. Spočívá ve snaze oddělit určité území od již vzniklého státu. V 21. století již není jiná cesta, jak vytvořit nový stát, způsob dekolonizace závislých států na mocnostech je již vyčerpán. Územní separatismus často doprovázejí ozbrojené konflikty, které mohou přerůst za hranice státu a v důsledku toho se separatismus stává jedním z globálních problémů. Výzkum separatismu patří do politické geografie.

### Separatismus podle zemí
Separatistické organizace usilují o odtržení od správy jiného státu, a to někdy i pomocí terorismu.
Afrika
- Egypt – Koptská území
- Etiopie – Somálský region
- Konžská demokratická republika – Katanga
- Mali, Niger – Azavad
- Maroko – Západní Sahara
- Nigérie – Biafra
- Somálsko – Somaliland
- Súdán – Dárfúr
- Tanzanie – Zanzibar
- Kamerun – Ambazonie

Asie
- Afghánistán – Badachšán
- Ázerbájdžán – Náhorní Karabach
- Čína – Hongkong
- Čína – Tibet, Ujguristán, Vnitřní Mongolsko
- Filipíny – Území Morů, Fronta Islámského osvobození Morů
- Gruzie – Abcházie
- Gruzie – Jižní Osetie
- Indie – Arunáčalpradéš, Ásám, Chálistán, Manípur, Mizorám, Nágsko
- Indie, Pákistán – Džammú a Kašmír, Kašmír, sporná území, požadavky nezávislosti nebo připojení k Pákistán/Indie
- Indonésie – Aceh, Hnutí za svobodný Aceh
- Indonésie – Západní Papua
- Irák, Sýrie, Libanon – Asyrská území
- Írán – Jižní Ázerbájdžán
- Izrael – Palestina
- Jemen – Jižní Jemen
- Myanmar – Činský stát (Činové)
- Myanmar – Kačinský stát (Kačinové)Protestující s vlajkou nezávislého Tibetu
- Myanmar – Karenský stát (Karenové), Karenský národní svaz
- Myanmar – Monský stát (Monové), Arakanský stát (Rakhinové)
- Pákistán – Balúčistán (Pákistán), Vazíristán, Tálibán, Paštúnistán
- Rusko – Severní Kavkaz, Čečensko, Burjatsko, Tuva
- Rusko – Altaj (Republika Altaj, Altajský kraj), Sibiř, Hnutí za autonomii Sibiře
- Srí Lanka – Území Tamilů, Tygři osvobození tamilského Ílamu
- Tádžikistán – Horský Badachšán
- Thajsko – muslimská, malajská území (provincie Pattani, Yala, Narathiwat)
- Turecko, Irák, Írán, Sýrie – Kurdistán, Kurdská strana pracujících
- Uzbekistán – Karakalpakstán

Evropa
- Belgie – Valonsko, Vlámsko
- Bosna a Hercegovina – Chorvatská republika Herceg-Bosna
- Bosna a Hercegovina – Republika srbská
- Černá Hora – Srbská území
- Česko – Morava, Moravské hnutí, Slezsko, Hnutí autonomie Slezska
- Dánsko – Faerské ostrovy
- Finsko – Alandy
- Chorvatsko – Republika Srbská Krajina
- Itálie – Benátsko, Ligurie, Lombardie,Sardinie
- Itálie – Sicílie, Hnutí za nezávislost Sicílie
- Itálie – Jižní Tyrolsko, severní Itálie
- Kosovo - Severní Kosovo
- Kypr – Severní Kypr
- Německo – Bavorsko, Bayernpartei
- Německo – Lužice
- Polsko – Horní Slezsko, Hnutí autonomie Slezska
- Portugalsko – Azory
- Portugalsko – Madeira
- Rumunsko – SikulskoAlbánci oslavují nezávislost Kosova
- Rusko – Baškortostán, Čečensko, Čuvašsko, Dagestán, Ingušsko, Kalmycko
- Rusko – Kabardsko-Balkarsko, Karačajsko-Čerkesko, Tatarstán, Udmurtsko
- Severní Makedonie – Albánská území
- Slovensko – Maďarská území
- Srbsko – Kosovo, Kosovská osvobozenecká armáda
- Srbsko, Černá Hora – Sandžak
- Srbsko – Vojvodina
- Španělsko, Francie – Baskicko, ETA
- Španělsko – Katalánsko
- Ukrajina – DonbasSeparatisté z Donbasu bojují za odtržení proruského regionu od Ukrajiny
- Ukrajina – Krym,Jihovýchod,Zakarpatská Ukrajina
- Spojené království – Gibraltar, Guernsey, Jersey
- Spojené království – Severní Irsko, Irská republikánská armáda, Sinn Féin, snaha o připojení k Irsku, zástoupeni v Severoirském parlamentu
- Spojené království – Skotsko, Wales

Jižní Amerika
- Chile, Argentina – území Mapučů
- Francie – Francouzská Guyana

Severní Amerika
- Dánsko – Grónsko
- Kanada – Britská Kolumbie, Québec
- Mexiko – Indiánská území, Zapatova armáda národního osvobození
- USA – Aljaška, Jižní USA, Portoriko, Texas

Oceánie
- Austrálie – Západní Austrálie
- Francie – Francouzská Polynésie, Nová Kaledonie
- Nový Zéland – území Maorů
- USA – Guam, Havaj

## Rasový separatismus
Některé separatistické skupiny se pokoušejí oddělit od ostatních rasových skupin, jsou proti rasově smíšeným manželstvím a integraci s jinými rasami a jejich cílem je separovat školství, podnikání a církve, případně další instituce.
- Černý separatismus – známý též jako černý nacionalismus, je nejsilnější hnutí, prosazující myšlenky "identity černé rasy" ve Spojených státech amerických, šířené černošskými vůdci, např. Marcusem Garveyem, a organizacemi jako např. Nation of Islam. Zastánci tzv. kritické rasové teorie, např. Derrick Bell z Newyorské univerzity a Richard Delgado z Coloradské univerzity, tvrdí, že právní, vzdělávací a politická soustava USA je prolezlá bezostyšným rasismem. Podporují mj. požadavky na školy a vysokoškolské koleje "jen pro černé" a zpochybňují účinnost a vhodnost státem vynucované integrace. [2] V roce 2008 Jeremiah Wright, Jr., bývalý pastor Baracka Obamy, obnovil diskusi o současné smysluplnosti černého separatismu.[3]
- Latinskoamerické pojetí rasové identity, např. bronzová rasa nebo kosmická rasa, zastávali v 70. letech členové malé separatistické Strany rasového sjednocení (Raza Unida Party) mexické menšiny v USA, tzv. chicanos. Jejich hnutí toužilo obnovit Aztlán, mytickou pravlast Aztéků na území jihozápadních států USA .[4]
- Bílý separatismus ve Spojených státech a v západní Evropě usiluje o oddělení bílé rasy a omezení nebělošské imigrace na základě tvrzení, že taková politika je nezbytná pro přežití bílé rasy.
- Většina skupin původních Američanů v Severní Americe a namnoze i jinde již dosáhla vysokého stupně autonomie. Úplnou separaci žádají někteří členové First Nations (Kanada), American Indian Movement, Republic of Lakotah (lakotští Siouxové v Jižní Dakotě) a kmenové skupiny va východě státu Oklahoma, zejména Čerokíové sdružení v Cherokee Nation of Oklahoma.

## Náboženský separatismus

### Křesťanství
V Anglii 16. a 17. století se od anglikánské církve oddělovaly různé disidentské skupiny (odtud název "angličtí separatisté"), které zakládaly nezávislé místní církve. Angličtí separatisté dosáhli největšího politického vlivu za vlády Olivera Cromwella, vůdčí postavy Anglické republiky. Později byli nazýváni kongregacionalisty. Otcové poutníci, kteří založili první úspěšnou osadu v Nové Anglii, byli také separatisté. Křesťanské separatistické skupiny se nacházejí mezi jinými v Indonésii, Indii a Jižní Karolíně ve Spojených státech. Mennonité, amišové, hutterité a komunity Bruderhof bývají označováni jako separatisté, někteří akademičtí odborníci to však považují za neopodstatněné.

### Judaismus
Sionismus usiloval o vytvoření státu Izraele jako židovské domoviny, oddělené od nežidovských Palestinců. Šimen Dubnov, jenž měl k sionismu výhrady, formuloval židovský autonomismus, který přijaly před druhou světovou válkou některé židovské politické strany (Bund, Volkspartei). Sionismus lze však považovat spíše za etnické hnutí, neboť jeho definice židovství často zahrnovala osoby židovského původu bez náboženské příslušnosti. Je to ještě složitější, neboť někteří lidé, jejichž předkové konvertovali k judaismu, např. někteří etiopští Židé, nemusí s Židy sdílet žádné etnické kořeny, přesto však jsou za Židy považováni, i když ne bez výhrad.

### Islám a sikhové
Rozdělení Indie a Pákistánu vzniklo jako důsledek muslimského separatismu. Sikhové v indickém Paňdžábu usilovali od začátku 70. let o větší autonomii pro Paňdžáb. Napětí narůstalo do roku 1984, kdy indická armáda násilně obsadila sikhskou hlavní svatyni Harimandir Sahib (Zlatý Chrám), došlo k atentátu na indickou premiérku Indiru Gándhíovou, krvavým střetům mezi sikhy a hinduisty a požadavku na samostatný stát Sikhů v Paňdžábu Chálistán. Tento požadavek na území Indie prakticky zanikl, ještě dlouho však zazníval zejména v sikhské diaspoře v zámoří.
Muslimský separatismus se projevuje na Filipínách (zejm. o. Mindanao), v Thajsku, Indii (Džammú a Kašmír), Čínské lidové republice (Sin-ťiang), Tanzanii (Zanzibar), Středoafrické republice, Rusku (severní Kavkaz, zejména Čečensko) a v Bosně a Hercegovině.

## Genderový separatismus
Vztah mezi pohlavím a separatismem je složitý a žádá si další výzkum.. Separatistický feminismus spočívá ve volbě žen vymanit se z navenek mužsky definovaných, muži ovládaných institucí, vztahů, rolí a činností.. Lesbický separatismus se hlásí k lesbismu jako logickému důsledku feminismu. Některé separatistické feministky a lesbické separatistky se rozhodly žít ve zvláštních komunitách, družstvech a sdílených bydlištích. Homosexuální separatismus (queer nationalism) vyhledává společenství odlišené a oddělené od ostatních společenských skupin.